# Jessica Iwanson

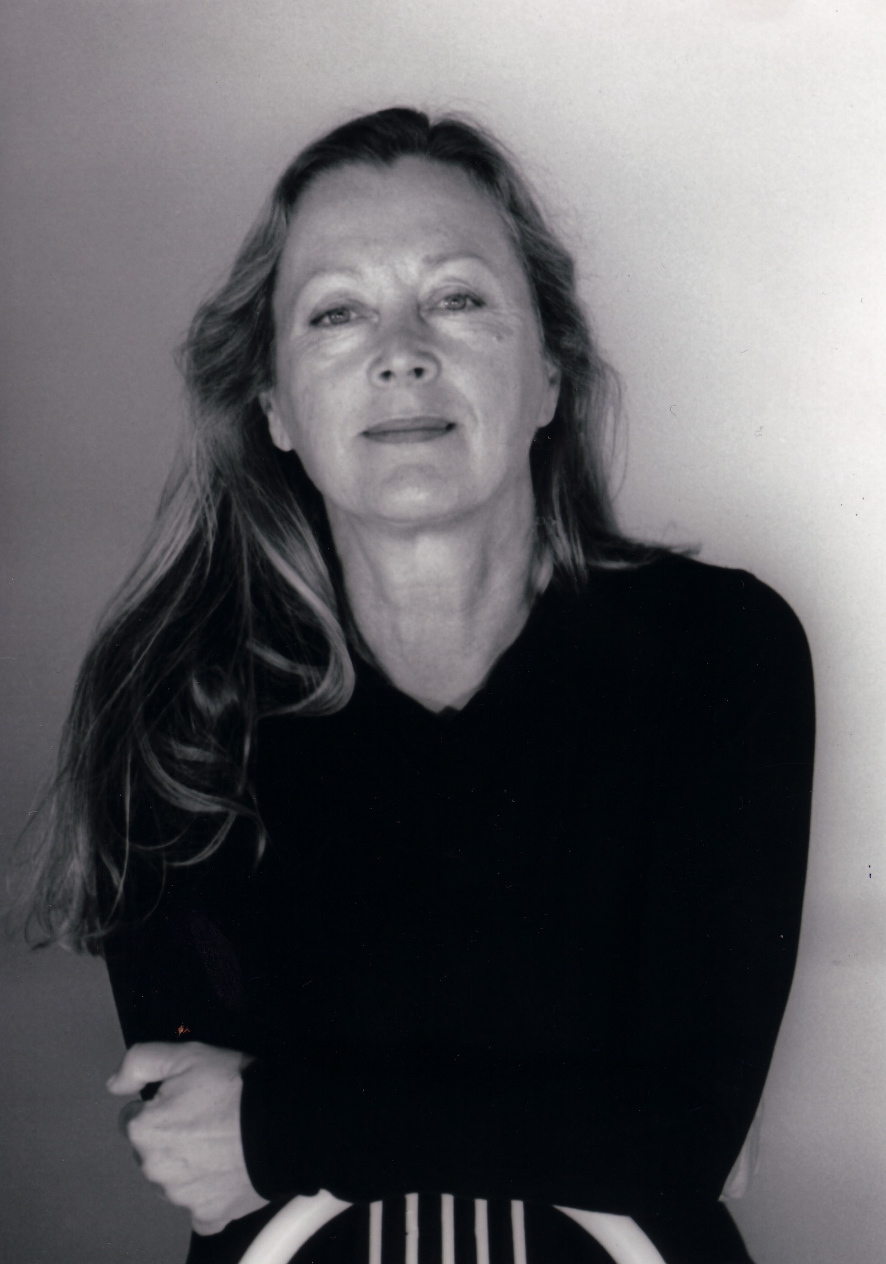
Jessica Iwanson

Jessica Iwanson, född den 21 april 1948 i Stockholm, är en svensk dansare och koreograf mest känd för att ha grundat och byggt upp Iwanson Schule (även kallad Iwanson International School of Contemporary Dance) i München, i dag Europas största privata yrkesskola för nutida dans.

## Unga år
Som liten flicka började Iwanson dansa i sin mor Gun Schuberts dansstudio i Stockholm. Sin professionella utbildning fick hon på Balettakademien i Stockholm. Hon studerade även ett halvår på Imperial Society of Dance i Brighton. Efter utbildningen arbetade hon tillsammans med lärare och koreografer som Walter Nicks, Katherine Dunham och Alvin Ailey. Ett Sandrew-stipendium möjliggjorde ett års studier på Martha Graham School i New York, där hon också fick undervisning av Martha Graham personligen. De första engagemangen fick hon på Oskarsteatern i West Side Story och därefter hos Ivo Cramérs nybildade Cramérbaletten. Därefter följde tre år som dansare i Paris, bl.a. i kompaniet under ledning av Peter Goss.

## München
Efter åren i Paris flyttade Jessica Iwanson slutligen till München 1973, där hon året efter grundade sin egen dansgrupp och en skola som hon fortfarande driver. Hennes arbete för den nutida dansen i staden har prisbelönats vid två tillfällen:
München leuchtet - stadens officiella hedersmedalj som ärar personer som gjort särskilda insatser för staden. Iwanson tog emot medaljen år 2001 för sina insatser för den nutida dansen.
Tanzpreis - ett kulturpris som delas ut vart tredje år till konstnärer eller ensembler inom dansens alla områden. Iwanson tog emot priset på motsvarande 100 000 kronor år 2010. En del av juryns motivering lyder:
I nästan fyra decennier presterar Jessica Iwanson outtröttligt ett anmärkningsvärt pionjärarbete för den nutida dansen - framför allt i München, men ständigt med anspråket att förmedla modern dans i ett internationellt perspektiv. Betraktat ur ett kulturhistoriskt perspektiv skedde detta vid en tidpunkt då nutida dans i München inte hade någon plattform för att nå ut till allmänheten ....

## Dans och koreografi
Iwanson är känd för sina koreografier. Mest bekanta i Sverige är den prisbelönta duetten Ansikten från 1985, som spelades in för Sveriges Television (SVT) år 1987, samt den av målaren Edward Hopper inspirerade dansteatern Nattfåglar (inspelad av Sveriges Television år 1997).
Trots att Iwanson varit i München större delen av sitt liv har hon genom alla år hållit fast vid sina nordiska rötter. Hon har gästkoreograferat för bland annat Norrdans i Härnösand, Malmö Stadsteater, Östgötateatern, MBT i Århus och Hurjaruuth i Helsingfors. 1986-1987 arbetade hon som konstnärlig ledare för dansproduktionen Cafe Pingvin på Riksteatern i Stockholm. 1991-1992 var hon chef för Carte Blanche, Norges nationella kompani för nutida dans. 
Det nordiskt inspirerade delen av hennes koreografiska arbete får sitt uttryck i Iwansons förhållande till naturen. För Norrdans skapade hon bl.a. titlar som Nordpol, Skär och Mörkvitt med olika samiska ord för snö.
Sedan 2006 existerar ett koreografiskt nätverk mellan Iwanson International och Balettakademien i Stockholm: SMDP - Stockholm Munich Dance Project. Projektet startade för att hjälpa nyexaminerade dansare att skaffa mer erfarenhet och förbättra deras chanser att få jobb.
Iwanson har aldrig lagt den egna dansen på hyllan. Förutom genom undervisningen på skolan har hon i de flesta av sina större produktioner deltagit själv som dansare, åtminstone i de första föreställningarna. Under en kortare tid, 1999-2002, tog hon paus från dansen på grund av skada. 2005 dansade hon solo i självbiografiska ...und dann? 2006 kunde man se henne i Strindberg–tolkningen Die Stärkere tillsammans med den tyska skådespelerskan Bina Schröer och musikern Hedwig Rost.
Sedan 2023 är Jessica Iwanson styrelsemedlem i Tyyne och Ivo Cramérs stifelsen i Stockholm.

## Skolan
Iwanson International grundades 1974 vid Gärtnerplatz i München, då med namnet Dance Center München, med syftet att utbilda nya dansare till kompaniet. 1979 flyttade man till stadsdelen Westend i München och ändrade namnet till Dance Center Iwanson. 1983 byggde man ut skolan med en studio. 1987 tillkom ytterligare en studio för pedagogikutbildningen. 1991 flyttade skolan till dagens lokaler. I dag fokuserar skolan starkt på utbildningen av moderna dansare, danspedagoger och koreografer. Från och med 2009 kallar man sig i internationella sammanhang Iwanson School of Contemporary Dance.
En tredjedel av de runt 120 heltidsstuderande eleverna kommer från Sverige eller Danmark.

## Stiftelsen Iwanson-Sixt-Stiftung
År 2007 grundade Jessica Iwanson tillsammans med sin man Stefan Sixt en stiftelse för nutida dans (Iwanson-Sixt-Stiftung). Stiftelsen delar ut stipendier och det årliga Isadora-priset. Sedan 2008 disponerar stiftelsen över en repetitionslokal för att främja konstnärliga projekt för unga dansare och koreografer.